# Мазаинас
Мазаинас (итал. Masainas) је насеље у Италији у округу Карбонија-Иглесијас, региону Сардинија.
Према процени из 2011. у насељу је живело 882 становника. Насеље се налази на надморској висини од 54 м.

## Становништво
Према резултатима пописа становништва 2011. у општини је живело 1.350 становника.
| 1951. | 1961. | 1971. | 1981. | 1991. | 2001. | 2011. |
| ----- | ----- | ----- | ----- | ----- | ----- | ----- |
| 1.344 | 1.587 | 1.462 | 1.563 | 1.546 | 1.479 | 1.350 |